# Planeta helowa
Planeta helowa – hipotetyczny typ planety gazowej mogący powstać w wyniku znacznej utraty masy przez białego karła. Tego typu planeta może powstać w układzie podwójnym typu AM Canum Venaticorum składającym się z dwóch białych karłów otoczonych dyskiem akrecyjnym składającym się z materii z mniejszego białego karła, ściąganej na powierzchnię jego większego towarzysza. Po utracie większości materii przez mniejszego białego karła jego masa może zbliżyć się do masy obiektu planetarnego.